# Christopher Hill
John Edward Christopher Hill (6. února 1912 – 23. února 2003) byl anglický, marxisticky orientovaný historik. Jeho ústředním tématem byla Anglická revoluce a 17. století. V letech 1931-1957 byl členem Komunistické strany Velké Británie, založil v té době prestižní Communist Party Historians Group, jejímž členy byli rovněž Edward Palmer Thompson či Eric Hobsbawm.